# 科布埃
科布埃是東非國家莫桑比克的城鎮，由尼亞薩省負責管轄，位於該國西北部馬拉維湖沿岸，距離利科馬島約10公里，是從馬拉維進入該國的入口處。

## 外部連結
- Flickr image of the burned church （页面存档备份，存于）